# Poemas Saturninos

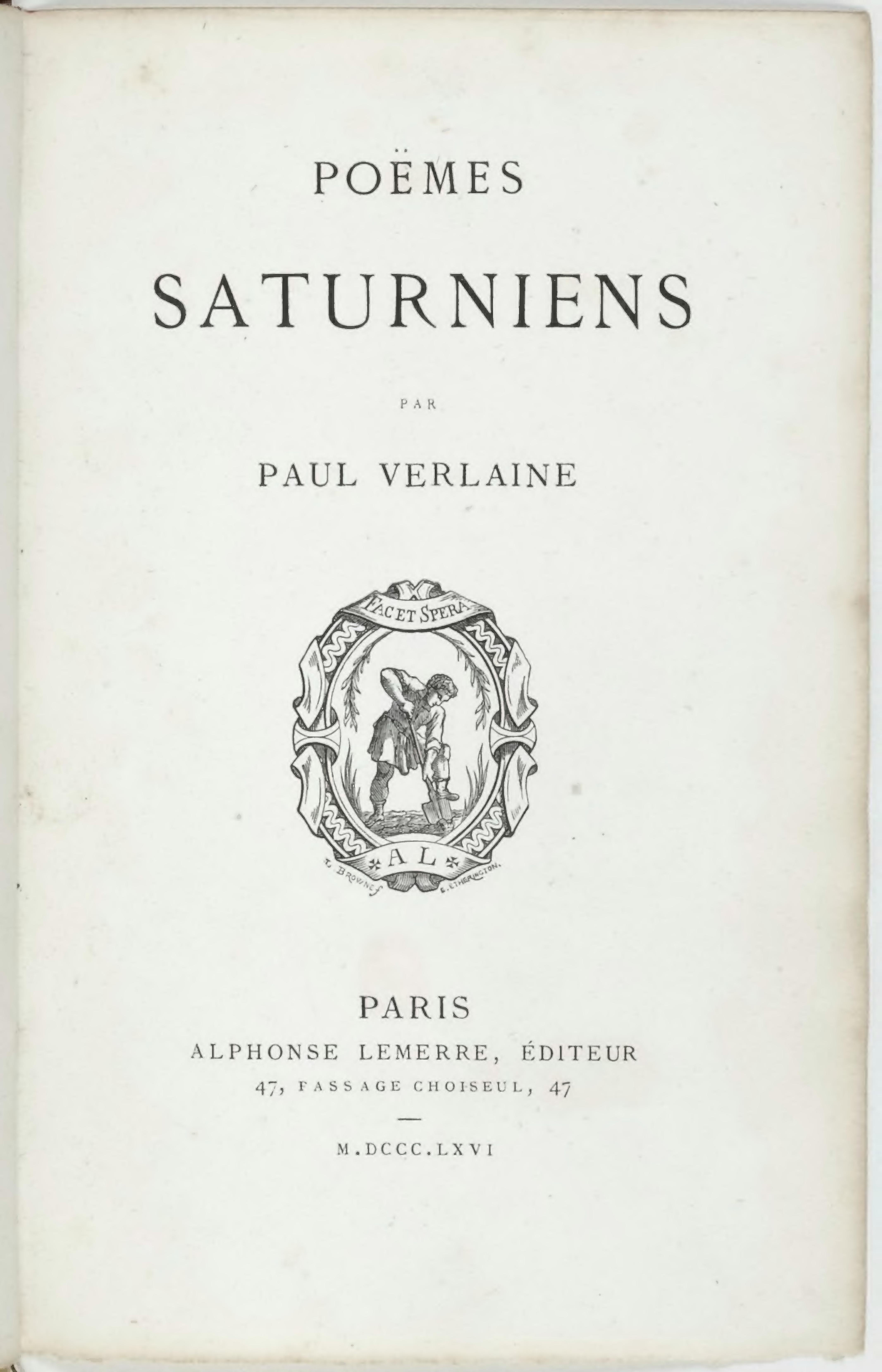
Página frontal do manuscrito de 1866.

Poemas Saturninos (em francês: Poèmes saturniens)  é a primeira colecção de poesia escrita por Paul Verlaine, primeiramente publicada em 1866.
Verlaine estava ligado ao parnasianismo, um movimento literário poético. Ele publicou o seu primeiro poema no jornal Revue du Progrès moral, littéraire, scientifique et artistique, em Agosto de 1863.
Pensa-se que os Poemas Saturninos são uma versão retrabalhada de uma colecção anterior, planeada sob o título de Poèmes et Sonnets.